# Дита Парло
Дита Парло (нем. Dita Parlo, 4 сентября 1906 года, Штеттин — 13 декабря 1971 года, Курбевуа) — франко-немецкая актриса. Её самые известные картины — мелодрама «Аталанта» (1934) Жана Виго и военная драма «Великая иллюзия» (1937) Жана Ренуара.

## Биография
Имя при рождении — Герда Ольга Юстина Корнштедт (нем. Gerda Olga Justine Kornstädt).
Рано проявив способности к танцу и балету обучалась актёрскому мастерству в школе драматического искусства при киностудии UFA. В 1928 году, взяв псевдоним Дита Парло, дебютировала в кино в немецком фильме «Возвращение на родину», тогда же снялась в фильме «Венгерская рапсодия». На протяжении 1930-х годов достаточно успешно снималась в немецком и французском кино (фильм Димитрия Кирсанова «Похищение», «Дамское счастье» Жюльена Дювивье, ленты Виктора Туржанского, Пабста, Вине и др.).
Дита пыталась построить карьеру в Голливуде, но, появившись в нескольких американских фильмах, не снискала успеха и вернулась во Францию. Планировалось, что она примет участие в картине Орсона Уэллса по роману Джозефа Конрада «Сердце тьмы», но этот проект не был реализован. После начала Второй мировой войны актриса была принудительно выслана в Германию. Вернувшись во Францию, была в 1944—1946 годах интернирована как подданная страны-противника (лагеря Дранси, Пуатье). Позднее она появилась на киноэкране всего два раза: в фильме Андре Кайата «Правосудие свершилось» (1950) и в роли старой графини в ленте Леонарда Кейгеля «Пиковая дама» (1965, сценарий Жюльена Грина по повести Пушкина). Умерла в Курбевуа.

## Интересные факты
- Певица Мадонна, вдохновлённая Парло, использовала её образ как своё альтер эго при создании альбома «Erotica» и в книге-фотоальбоме «Секс».
- Американская актриса и модель Дита фон Тиз (урождённая Хизер Рене Суит) взяла себе сценическое имя в честь Диты Парло.